# Amor de nadie
Amor de nadie es una telenovela mexicana producida por Carla Estrada en 1990, transmitida por el Canal de las Estrellas. Fue la última telenovela que protagonizó Lucía Méndez en Televisa, hasta su retorno en 2007.
Esta producción contó con la presentación en México de Saúl Lisazo y Bertín Osborne, ellos junto a Fernando Allende y Fernando Sáenz interpretaron a los cuatro enamorados de Sofía, el personaje interpretado por Lucía Méndez. Además contó con las participaciones antagónicas de Joaquín Cordero, Alejandra Maldonado, Raquel Morell, Mónica Miguel y Germán Robles.

## Argumento
Sofía nace en un pobre pueblo minero donde vive bajo los maltratos de su madre soñando el día en que pueda superarse a sí misma y salir de ese lugar, ella está consciente de que solo podrá lograrlo con estudio, trabajo y dedicación. Está enamorada de Edmundo un hombre bueno y honesto que también la quiere pero que desaparece de su vida; mira truncados su sueños cuando su hermano Pablo queda paralítico debido a un accidente rumbo a la capital, ahora desesperada busca dinero para el tratamiento; Belarmino, el hombre más rico del pueblo se ofrece a pagar los gastos médicos siempre y cuando Sofía se mude con él y se convierta en su esposa, ella acepta solamente para salvar a su hermano, cuando este muere escapa y se va a la Ciudad de México donde pretende empezar a modelar.
La belleza de Sofía hacen que las puertas se le abran y comience a modelar para famosos diseñadores, pero este talento provoca una profunda envidia en Vera, una extraordinaria modelo, que se siente opacada por ella, entonces empieza a atentar en su contra. 
En un comercial de TV, Sofía enamora a Guillermo, los dos viven una apasionante historia de amor hasta que deciden casarse, Guillermo es diagnosticado con VIH. Sofía se muda a la casa de él, donde sufre los acosos y ataques de Raúl su suegro quien le insiste deja al enfermo de su hijo y se casen.
Raúl abusa de Sofía y queda embarazada, Guillermo muere después y cuando nace el hijo de Sofía, Raúl se lo arrebata y aunque intenta luchar por él no consigue nada en contra de las influencias y el poder de su suegro; lastimada y herida Sofía decide quedarse en España a trabajar, ahí conoce a Óscar. Su amor se ve obstruido por la obsesión de Gilda; mientras tanto Vera se asocia con esta para destruir a Sofía aunque sus actos provocan la desgracia de ambas, pues cuando la primera insiste a Óscar mueren en un accidente automovilístico, entonces Vera intenta asesinar a Sofía consigue sólo cortarse la lengua, lejos de todo Sofía ahora se reencuentra con Luis, el amor de su vida, a quien creyó muerto y por fin es feliz.
Su final fue uno de los más inolvidables de acuerdo a la Revista People en español.

## Elenco
- Lucía Méndez como Sofía Hernández
  - Karla Talavera interpretó a Sofía de niña
- Saúl Lisazo como Luis
- Bertín Osborne como Óscar Navarro, duque de Spinola
- Fernando Allende como Guillermo Santiesteban
- Joaquín Cordero como Raúl Santiesteban
- Susana Alexander como Julieta de Santiesteban
- Fernando Sáenz como Edmundo
  - Jesús Israel interpretó a Edmundo de niño
- Alejandra Maldonado como Vera Robles
- Lupita Lara como Amelia de Morales
- Irma Lozano como Betty
- Germán Robles como Belarmino
- Raquel Morell como Gilda Sand
- Margarita Sanz como Margarita «Maggie» Santiesteban
- Anna Silvetti como Nancy
- Elizabeth Katz como Ivette
- Mónica Miguel como Socorro Hernández
- José Elías Moreno como Jorge Morales
- Patricia Pereyra como Sabrina
- Rosario Zúñiga como Marcelina
- Arsenio Campos como Jesús
- Bárbara Córcega como Emma
  - Flor Mariana interpretó a Emma de niña
- Magda Karina como Elisa Hernández
- Javier Ruán como Renato Molinari
- Olivia Bucio como Lena
- Gerardo Murguía como Jaime
- Miguel Pizarro como Pablo Hernández
  - Héctor Pons interpretó a Pablo de niño
- Aurora Alonso como Terencia
- Rosenda Bernal como Evangelina
- José María Torre como Ricardo «Richie» Santiesteban
  - Luis Alfredo Rodríguez interpretó a Ricardo de 5 años
- Mimí como Perla
- Yolanda Ventura como Astrid Morales
- Gloria Morell como Julita
- Alicia Montoya como Anna
- Patricia Martínez como Zenaida
- César Balcazar como Federico
- Roberto Blandón como Carlos
- Ada Carrasco como Cony
- Aurora Clavel como Bertha
- Lucha Moreno como Almendra
- Angelina Peláez como Chana
- Luis Couturier como Gustavo
- Fernando Casanova como Alberto Morales
- Mario García González como Ramírez
- Nadia Haro Oliva como Marie
- Lili Inclán como Adriana
- José Juan como «El coronel»
- Rodolfo Landa como Sergio
- Sergio Basañez como Mario Morales
- Arturo Lorca como Pepe
- Isabel Martínez «La Tarabilla» como Laureana
- Bertha Moss como Victoria
- Adalberto Parra como Baltazar
- Ana María Aguirre como Lila
- Mónica Prado como Cynthia
- Teo Tapia como Ramiro
- Blanca Torres como Santa
- Luis Arcaráz Jr. como Félix
- Roberto Bonet como Rodolfo Martínez
- Raúl Izaguirre como Eduardo
- Marina Marín como Ofelia
- Ismael Larumbe como Román Hernández
  - Fernando Leal interpretó a Román de niño
- Rodolfo de Alejandre como Casimiro
- Ángeles Bravo como Pilar
- Kokin Li como Cristóbal
- Jaime Jiménez Pons como Roberto
- Flor Mariana como Lily
- Osvaldo Silva

## Equipo de producción
- Historia original y adaptación: Eric Vonn
- Edición literaria: Marcia del Río
- Escenografía: Darío Rangel
- Ambientación: Max Arroyo
- Tema musical: Amor de nadie
- Autores: J. R. Flores, Miguel Blasco
- Intérprete: Lucía Méndez
- Diseño de vestuario: Charlie Brown, Francisco Pacheco, Margarita Meouchi
- Jefe de producción: Guillermo Gutiérrez
- Coordinación de producción: Diana Aranda
- Gerente de producción: Arturo Lorca
- Directora de cámaras en locación: Isabel Basurto
- Directora de escena en locación: Mónica Miguel
- Director de cámaras: Alejandro Frutos
- Director de escena: Miguel Córcega
- Productora: Carla Estrada

## Premios

### Premios TVyNovelas 1992
| Categoría                | Nominado(a)         | Resultado |
| ------------------------ | ------------------- | --------- |
| Mejor actriz protagónica | Lucía Méndez        | Nominada  |
| Mejor actor protagónico  | Fernando Allende    | Nominado  |
| Mejor villana            | Alejandra Maldonado | Nominada  |
| Mejor primer actor       | Joaquín Cordero     | Nominado  |
| Mejor actriz coestelar   | Margarita Sanz      | Nominada  |
| Mejor actuación infantil | José María Torre    | Nominado  |

### Premios Eres 1991
| Categoría                 | Nominado(a)    | Resultado |
| ------------------------- | -------------- | --------- |
| Mejor telenovela          | Carla Estrada  | Nominada  |
| Mejor dirección de escena | Miguel Córcega | Nominado  |